# Membership API

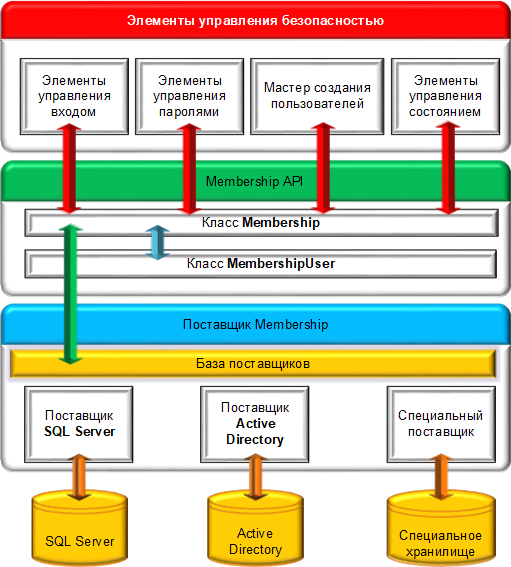
Архитектура Membership API

Membership API — платформа представляющее инструмент управления пользователями, разработанное компанией Microsoft. Иногда, при разработке приложений, требуется управлять пользователями, имеющие различный уровень доступа к функционалу программного обеспечения. Так, например, у одного пользователя может быть права оператора приложения, который использует приложение в целях ввода, вывода данных, у другого пользователя может быть права администратора, который имеет возможность настраивать приложение на функционирование. Управление пользователями (создавать, удалять, изменять права) является типичной процедурой при программировании приложений с разграниченными правами. При решении подобных задач часто возникает вопросы связанные с шифрованием и способом хранения учётных записей пользователей. Компанией Microsoft был разработан специальный интерфейс Membership, который представляет набор средств для управления пользователями. Класс Membership выстроен по технологии .NET Framework, входит в состав ASP.NET 2.0.

## Принципы работы Membership API
В основу реализации платформы Membership API заложена универсализация способа администрирования пользователей программного обеспечения, сайта, когда пользователям назначают различные права, роли. Для управления пользователями программного обеспечения в Membership API представлен интерфейс, который позволяет:
- создавать пользователя;
- удалять пользователя;
- редактировать прав пользователя;
- выполнять запрос списка пользователей из хранилища;
- проводить поиск пользователя в хранилище по атрибутам;
- выполнять проверку прав пользователя.

Согласно архитектуре Membership API данные о пользователе могут храниться в базе данных SQL Server, либо в Active Directory, либо в другом специальном месте. Работу с хранилищем и представление интерфейса работы с ним обеспечивается поставщиком Membership.